# 伯尔珀尼
伯尔珀尼（馬拉提語發音：[pəɾbʰəɳiː] ⓘ）是印度马哈拉施特拉邦伯尔珀尼县的一个城镇。总人口259170（2001年）。

## 人口
该地2001年总人口259170人，其中男性133892人，女性125278人；0—6岁人口39152人，其中男20472人，女18680人；识字率66.71%，其中男性为73.78%，女性为59.15%。